# ND Dravinja
Nogometno društvo Dravinja, thường hay gọi ND Dravinja hoặc đơn giản Dravinja, là một câu lạc bộ bóng đá Slovenia đến từ Slovenske Konjice, thi đấu ở Giải bóng đá hạng ba quốc gia Slovenia. Hiện tại đội bóng có tên Dravinja. Câu lạc bộ được thành lập năm 1934. Đội đã thi đấu 16 mùa giải ở Giải bóng đá hạng nhì quốc gia Slovenia, thất bại trong vòng play-off thăng hạng năm 1991 và năm 2006, và từ chối thăng hạng năm 2011.

## Danh hiệu
- Giải bóng đá hạng ba quốc gia Slovenia: 3

1999–2000, 2008–09, 2013–14
- MNZ Celje Cup: 1

2006–07

## Lịch sử giải đấu từ năm 1991
| Mùa giải  | Giải đấu      | Vị thứ |
| --------- | ------------- | ------ |
| 1991–92   | 2. SNL – Đông | thứ 5  |
| 1992–93   | 2. SNL        | thứ 12 |
| 1993–94   | 2. SNL        | thứ 10 |
| 1994–95   | 2. SNL        | thứ 12 |
| 1995–96   | 3. SNL – Đông | thứ 10 |
| 1996–97   | 3. SNL - Đông | thứ 10 |
| 1997–98   | 3. SNL - Đông | thứ 6  |
| 1998–99   | 3. SNL – Bắc  | thứ 10 |
| 1999–2000 | 3. SNL – Bắc  | thứ 1  |
| 2000–01   | 2. SNL        | thứ 6  |
| 2001–02   | 2. SNL        | thứ 7  |
| 2002–03   | 2. SNL        | thứ 7  |
| 2003–04   | 2. SNL        | thứ 4  |
| 2004–05   | 2. SNL        | thứ 4  |
| 2005–06   | 2. SNL        | thứ 2  |
| 2006–07   | 2. SNL        | thứ 10 |
| 2007–08   | 3. SNL - Đông | thứ 6  |
| 2008–09   | 3. SNL - Đông | thứ 1  |
| 2009–10   | 2. SNL        | thứ 4  |
| 2010–11   | 2. SNL        | thứ 3  |
| 2011–12   | 2. SNL        | thứ 8  |
| 2012–13   | 2. SNL        | thứ 10 |
| 2013–14   | 3. SNL - Đông | thứ 1  |
| 2014–15   | 2. SNL        | thứ 9  |
| 2015–16   | 3. SNL – Bắc  | thứ 11 |
| 2016–17   | 3. SNL – Bắc  | thứ 8  |
| 2017–18   | 3. SNL – Bắc  | thứ 3  |
| 2018–19   | 3. SNL – Bắc  | thứ 2  |

1. ↑  Thua play-off lên thi đấu Giải bóng đá vô địch quốc gia Slovenia.